# Sean Elliott
Sean Michael Elliott (ur. 2 lutego 1968 w Tucson) – amerykański koszykarz, występujący na pozycji niskiego skrzydłowego, grający w klubach  San Antonio Spurs oraz Detroit Pistons. 
W 1985 wystąpił w meczu gwiazd amerykańskich szkół średnich - McDonald’s All-American.
Wybrany w drafcie w 1989 z numerem 3. przez Spurs, spędził w tym klubie większość kariery. W roku 1999, u boku Davida Robinsona zdobył ze Spurs tytuł mistrza NBA. Dwukrotnie wystąpił w meczu gwiazd NBA (1993, 1996).
Karierę skończył przedwcześnie po operacji nerek.

## Osiągnięcia
NCAA
- Uczestnik rozgrywek:
  - NCAA Final Four (1988)
  - Sweet Sixteen turnieju NCAA (1988, 1989)
  - turnieju NCAA (1986–1989)
- Mistrz:
  - turnieju konferencji Pac-10 (1988, 1989)
  - sezonu regularnego konferencji Pac-10 (1986, 1988, 1989)
- Koszykarz Roku:
  - NCAA:
    - według:
      - Associated Press (1989)[2]
      - NABC (1989)[3]
      - Basketball Times (1989)

    - Adolph Rupp Trophy (1989)[4]
    - im. Woodena (1989)[5]

  - konferencji Pac-12 (1988–1989)[6]
- MVP turnieju Pac-12 (1988, 1989)
- Wybrany do I składu:
  - All-American (1988–1989)[7]
  - turnieju NCAA (1988)[8]
- Uczelnia Arizona zastrzegła należący do niego numer 32

NBA
- Mistrz NBA (1999)[9]
- 2-krotny uczestnik meczu gwiazd NBA (1993, 1996)[10]
- Wybrany do II składu debiutantów NBA (1990)[11]
- Zawodnik tygodnia NBA (27.12.1992)[12]
- Klub San Antonio Spurs zastrzegł należący do niego w numer 32[13]
- Lider play-off w skuteczności rzutów wolnych (2001 - wspólnie z Damonem Stoudamirem, Allanem Houstonem, Hedo Türkoğlu)[14]

Reprezentacja
- Mistrz świata (1986)[15]
- Wicemistrz Uniwersjady (1987)[16]